# Fanfala
Fanfala est un village du Nord de la Côte d'Ivoire dans la région du Folon (Côte d'Ivoire). Le village abrite un site archéologique datant de 800 à 3000 BP.
Durant la crise ivoirienne, l'intégrité dudit site a été mise à mal. Il a par la suite été placé sur la liste des sites à sauvegarder.